# Božena Pavlíková-Veselá
Božena Pavlíková-Veselá, rodným jménem Pavlíková, (1873, Čáslav – 26. srpna 1937, Praha) byla česko-americká spisovatelka a sociální pracovnice.

## Mládí
Narodila se v Čáslavi, ale v mládí se s rodiči odstěhovala do Spojených států amerických. Prošla tamními školami a v největší české kolonii v Chicagu působila přes 30 let jako novinářka a spisovatelka beletrie. Své životní působení i poměry v krajanských kruzích později zachytila v knize „Od roku do roku“ z roku 1919.

## Život
Od 20. dubna 1901 byla redaktorkou novin „Ženské listy“ společně s Miloslavou R. Hlínovou. Pozici převzala po Josefě Humpál-Zemanové. Pavlíková byla předtím zaměstnaná v listech jako sazečka. Do „Ženských listů“ přispívala jak překlady, tak vlastními texty.
Hodně cestovala po Americe a poté sepisovala setkání a dojmy z cest do novin. Navštívila například Nebrasku, Filadelfii, Texas, Baltimore, Iowu, Pittsburgh či pohoří Allengheny. Navštěvovala také často rodné Čechy a své zážitky sepisovala do rubriky „Návštěvou ve staré vlasti“. Jezdila především do Čáslavi za svou rodinou a syny a do Prahy, kde se setkávala s ženami z pražských Ženských listů (Eliška Krásnohorská), Ženského světa (Tereza Nováková), Ženského klubu, Ženského Kroužku Slavie, a dalších. Znala se také s Josefou Náprstkovou či Alicí Masarykovou.
V roce 1912 pomohla Ženskému útulku v Brně, když ho navštívila, aby odvezla jednoho sirotka do USA. Při té příležitosti vyzvala v časopisech „Hospodář“ a „Osvěta americká“ k vybrání sbírky.
Své zážitky z cestování také využila i jinde, například napsala předmluvu ke knize „Dějiny Čechů v Nebrasce“ od Růženy Rosické, která také přispívala na sbírky pro brněnskou útulnu. Přispívala texty i do jiných českých novin v Americe jako „Osvěty americké“ či „Květy americké“.
Od roku 1909 byla jmenována do funkce úřednice ligy pro ochranu přistěhovalců v Chicagu na doporučení americké sociální pracovnice Mary E. McDowell.
Zemřela 26. července 1937 v Praze ve věku 64 let. Pochována byla v rodné Čáslavi.